# Laurent Pariente
Pour les articles homonymes, voir Pariente.
 (juillet 2024).
La mise en forme du texte ne suit pas les recommandations de Wikipédia : il faut le « wikifier ».
Les points d'amélioration suivants sont les cas les plus fréquents. Le détail des points à revoir est peut-être précisé sur la page de discussion.
- Les titres sont pré-formatés par le logiciel. Ils ne sont ni en capitales, ni en gras.
- Le texte ne doit pas être écrit en capitales (les noms de famille non plus), ni en gras, ni en italique, ni en « petit »…
- Le gras n'est utilisé que pour surligner le titre de l'article dans l'introduction, une seule fois.
- L'italique est rarement utilisé : mots en langue étrangère, titres d'œuvres, noms de bateaux, etc.
- Les citations ne sont pas en italique mais en corps de texte normal. Elles sont entourées par des guillemets français : « et ».
- Les listes à puces sont à éviter, des paragraphes rédigés étant largement préférés. Les tableaux sont à réserver à la présentation de données structurées (résultats, etc.).
- Les appels de note de bas de page (petits chiffres en exposant, introduits par l'outil «  Source ») sont à placer entre la fin de phrase et le point final[comme ça].
- Les liens internes (vers d'autres articles de Wikipédia) sont à choisir avec parcimonie. Créez des liens vers des articles approfondissant le sujet. Les termes génériques sans rapport avec le sujet sont à éviter, ainsi que les répétitions de liens vers un même terme.
- Les liens externes sont à placer uniquement dans une section « Liens externes », à la fin de l'article. Ces liens sont à choisir avec parcimonie suivant les règles définies. Si un lien sert de source à l'article, son insertion dans le texte est à faire par les notes de bas de page.
- La présentation des références doit suivre les conventions bibliographiques. Il est recommandé d'utiliser les modèles {{Ouvrage}}, {{Chapitre}}, {{Article}}, {{Lien web}} et/ou {{Bibliographie}}. Le mode d'édition visuel peut mettre en forme automatiquement les références.
- Insérer une infobox (cadre d'informations à droite) n'est pas obligatoire pour parachever la mise en page.

Pour une aide détaillée, merci de consulter Aide:Wikification.
Si vous pensez que ces points ont été résolus, vous pouvez retirer ce bandeau et améliorer la mise en forme d'un autre article.
Laurent Pariente (né le 4 mai 1962 à Oran, Algérie française ) est un sculpteur français qui vit et travaille à New York

## Biographie
Expositions personnelles
- 1992 – Galerie Jean-François Dumont, Bordeaux.
- 1993 – Galerie de l'Ancienne Poste, Le Channel, Calais.
- 1996 – Institut Henry Moore, Leeds.
- 1997 – Le Creux de l'enfer, Centre d'art contemporain, Thiers.
- 1998 – Galerie Cent8, Paris.
- 1999 – Salle de Bains, espace alternatif, Lyon.
- 2000 – Galerie Cent8, Paris.
- 2001 – Galerie Saint-Séverin, Paris.
- 2003 – « Quelques cabinets d'amateurs » Fonds régional d'art contemporain de Picardie, Amiens
- 2004 – Galerie Frank, Paris.
- 2005 – Galerie Stellan Holm, New York
- 2006 – Musée Antoine Bourdelle, Paris. – Galerie Frank, Paris
- 2007 - La Maréchalerie, Versailles

Expositions collectives
- 1986 – La Serre, galerie de l'École des beaux-arts, Saint-Étienne. – Espace du Bateau-Lavoir, Paris.
- 1987 – Château des ducs d'Épernon, Cadillac (Gironde)
- 1988 – Pavillon Lescure, Artigues-prés-Bordeaux.
- 1989 – Landreville, Bar-sur-Seine (Champagne-Ardennes)
- 1990 – Galerie Jean-François Dumont, Bordeaux.
- 1991 – « L'amour de l'art », biennale d'art contemporain, Lyon.
- 1993 – « Comme rien d'autre que des rencontres », Muhka, Anvers.
- 1996 – « Conteneur 96 » – Art Across the Oceans, Copenhague.
- 1997 – « La rayure, l'intervalle, le jour..., » Fonds régional d'art contemporain du Nord-Pas-de-Calais, Dunkerque.
- 1998 – « Printemps français », Espace de l'art concret, Mouans-Sartoux.
- 1998 – « Habiter l'œuvre », galerie de l'École des beaux-arts, Quimper.
- 1999 – « Espace d'espèces », École supérieure des beaux-arts de Nîmes.
- 2000 – « carpe Diem », École supérieure des beaux-arts de Nîmes. – « Un hommage à Robert Hopper », Yorkshire Sculpture Park, Wakefield, Angleterre. – « Incursion/excursion », École supérieure des beaux-arts de Nîmes.
- 2002 – Galerie Cent8 (avec Peter Downsbrough), Paris. – Exposition Open Studio, Tribeca Studio Program, New York
- 2004 – « Non-lieu », Le Plateau, Fonds régional d'art contemporain d'Île-de-France, Paris.

Scénographies
- 2003 – « Sagen », Sui-generis, compagnie de danse Emmanuelle Vo-Dinh, Saint-Brieuc.
- 2004 – « Croisées », Sui-generis, compagnie de danse Emmanuelle Vo-Dinh, Saint-Brieuc.

Projets architecturaux
- 1996 – Le Panetier, bâtiment industriel de la Société Lefranc, Saint-Martin-Boulogne. Architecte collaborateur : Frédérik Dain
- 2005-2006 – Conception d'une déchetterie à Rouen (commande privée), rénovation du Musée des Beaux-Arts de Dijon (concours), rénovation du FRAC Orléans (concours) en collaboration avec Jacques Moussafir, Architectes Associés

Commandes d'art public
- 1999 – Nouvelle conception du chœur et de l'autel, de l'ambon, du siège de l'évêque et des sièges des célébrants, cathédrale de Vannes, Bretagne
- 2000 – Oeuvre pour le tramway de la ville d'Orléans.
- 2002 – 1% Culturel, Centre dramatique de Tours (étude)
- 2003 – Conception des bureaux du musée d'art moderne du Luxembourg (étude)

Projets non réalisés
- 1993 – Projet d'exposition (dessins et maquettes) Villa Arson, Centre national d'art contemporain, Nice.
- 1993 – Premier projet à deux (plaques de plâtre, savon, argile), dessins, maquettes, plans, Galerie de l'Ancienne Poste, Le Channel, Calais.
- 1997 – projet (dessins et maquettes) d'extension d'une maison particulière, Calais (commande privée)
- 2011 - projet présélectionné avec l'architecte collaborateur Lalo pour la réhabilitation du chateau de Rentilly - destiné à accueillir un lieu d'exposition pour le FRAC Ile de France

Collections publiques
- 1991 – Musée d'Art contemporain, Lyon.
- 1997 – Fonds régional d'art contemporain d'Aquitaine, Bordeaux.
- 1998 – Fonds national d'art contemporain, Paris.
- 1999 – Caisse des dépôts et consignations, Paris (Dépôts et Consignations, Paris, prêté au Fonds régional d'art contemporain du Centre, Orléans)
- 2002 – Fonds régional d'art contemporain de Picardie, Amiens.
- 2004 – Fonds régional d'art contemporain de Picardie, Amiens.
- 2009 - Institut d'art contemporain de Villeurbannes